# Covert Glacier
Covert Glacier är en glaciär i Antarktis. Den ligger i Östantarktis. Nya Zeeland gör anspråk på området. Covert Glacier ligger 1 222 meter över havet.
Terrängen runt Covert Glacier är kuperad österut, men västerut är den bergig. Trakten är obefolkad. Det finns inga samhällen i närheten. 